# Morgen und Abend (Jon Fosse)
Morgen und Abend ist ein 2001 auf Deutsch erschienener Roman von Jon Fosse. Die Erzählung ist auf die beiden Momente von Geburt und Tod des Fischers Johannes an der Westküste Norwegens konzentriert, wobei der Autor die Lebensstationen des Protagonisten zu einem metaphysisch grundierten Rahmen menschlichen Lebens zusammenfügt.

## Komposition
Der Roman ist mit römischen Ziffern in zwei Abschnitte ohne Überschriften gegliedert, dessen erster die Geburt des kleinen Johannes, dessen zweiter sein Sterben in hohem Alter beschreibt. Der erste Abschnitt umfasst nur siebzehn Textseiten, der zweite mit dem Netz der Erinnerungen des alten Johannes im Prozess seines Sterbens – und danach – aber einundneunzig Seiten.
Der erste Teil des zweiten Abschnitts wirkt anfangs noch wie ein Selbstgespräch des letztmalig aufgewachten Johannes, dessen Gedanken sich um seinen früh beginnenden Tag drehen. Was er zunächst in klarem Selbstbewusstsein als Gedanken und Erinnerungen noch unterscheidet, wird allmählich zu einer an die Stelle realen Verhaltens tretenden Fantasie seines Aufgestandenseins: „Jetzt wird er nicht mehr ganz klug aus sich“: Während die Alltagsgegenstände seines Lebens ihm satt und schwer, voll der Geschichte ihrer Anwendung, und zugleich lichter als sonst vorkommen, fühlt er sich selbst unbeschwert und überraschend jung und beweglich. Er macht sich, vermischt mit Erinnerungen an seinen Vater Olai und die Ehe mit Erna, in Gedanken auf zum Haus seines Freundes Peter und den Bootshäusern in der Bucht: Aber „was ist nur passiert? denn alles, was er sieht, hat sich verändert [...] was geht nur mit ihm vor?“ Im Bett liegend bemerkt Johannes, dass seine Fingernägel langsam blau werden und sein Gesicht sich allmählich taub anfühlt – er stirbt. Johannes´ Tochter Signe verabschiedet sich bei der Beerdigung der leiblichen Hülle von ihm als einem guten Menschen in tiefer Trauer: „Mein lieber Johannes, Vater, ein ganz Eigener bist du gewesen, aber lieb und gut, und du hast es nicht leicht gehabt [...].“

## Rahmende Transzendenz
Im zweiten Teil des zweiten Abschnitts löst sich nun der an einem frühen Wintermorgen erloschene Geist von allen körperlichen Einschränkungen und verbindet assoziativ mehr als ein Dutzend Situationen eines arbeitsreichen Lebens ohne Rücksicht auf Umstände und Kausalitäten miteinander. Dieser Flug über das Leben endet damit, dass Johannes Geist von seinem schon vor langem verstorbenen Freund Peter zu seinen Lieben geführt wird, hin zu einem Wo, das kein Ort ist, das keine Namen und keine Wörter hat. Schon in der kurzen Morgen-Erzählung tritt der Beginn des Lebens aus dieser Vorwelt einer wortlosen Transzendenz in die Gegenwart, als während des kleinen Johannes´ Geburt sein Vater Olai sich im Druck der Erwartung nur noch stammelnd äußert: „a a da da a a a da a und a u so a e a e a [...]“ – der Rahmen der Erzählung ist das mit Worten nicht Erzählbare. 
Gott und Satan werden in den Gedanken Olais und Johannes´ explizit angesprochen: Beide – und auch der Schuhmacher Jakop – hadern mit der Ungewissheit von Gottes Existenz, die durch das Mitregieren Satans zu einer fast verschwindenden Größe werde, die Welt gelenkt „von einem geringeren Gott oder von dem Bösen [...], aber eben nicht nur, denn der Liebe Gott ist auch noch da“.
Passend zu Johannes´ Seelenreise wird daher eigentlich nicht „gestorben“, vielmehr sind die von diesem Schicksal Betroffenen einfach nur „fort“, unerreichbar geworden für die Lebenden. Mit dem Übergewicht des Abends über den Morgen und der mehrfachen Erwähnung des Fortseins wird der quasireligiöse Rahmen zu einer hidden agenda der Erzählung: das Leben ist Ankunft und Fortgehen eines Menschen, „wieder dahin zurückgehen, wo er hergekommen ist [...] wie es in der Heiligen Schrift steht“. Damit wird die kleine Erzählung zu einem metaphysischen Entwurf der Welt und ihr Titel Morgen und Abend zu einer Variante des christlichen Alpha und Omega.

## Form
Die personale Erzählstimme verwendet sowohl die direkte als auch die erlebte Rede und betont mit dieser Kombination der Formen den Eindruck einer mittleren Distanz zu ihrem Protagonisten. Bis auf den ersten kurzen Abschnitt, der aus der Perspektive des vor der Geburtskammer wartenden Vaters erzählt wird, gewinnen nahezu alle Ereignisse ihre Konturen nur in der Fantasie und Gefühlswelt des erstaunt sein Sterben beobachtenden Fischers Johannes.
Wie üblich notiert der Autor seine Erzählung in deutlicher Abweichung von vorgeschriebenen Satzzeichen: So fehlen bis auf zwei kurze Satzsequenzen alle Satzendepunkte und nur Kommata und Fragezeichen markieren die für den Leser wichtigen Status der erzählenden Sequenzen. Satzendepunkte verwendet der Autor erstmalig auf diesen Seiten wenige Momente vor dem Erlöschen des Blutkreislaufs, die Endgültigkeit der Entwicklung unterstreichend. Außer in den Sterbemomenten werden Punkte ein zweites Mal verwendet, als Johannes resümiert, dass er seit dem Tod seiner Frau Erna sich jeden Morgen übergeben musste, wenn der Tag anfangen sollte. In beiden Fällen markiert die korrekte Syntax den für das Leben so wichtigen Übergang in die notwendige nächste Phase. Wie auch schon in anderen von Fosses Veröffentlichungen wie beispielsweise in seiner Trilogie wird so der Eindruck des Zusammenhangs aller Ereignisse verstärkt und damit der Kontext des Lebens höher gewichtet als seine einzelnen Bausteine – Transzendenz und abweichende Orthografie und Syntax spielen zusammen.
Während im norwegischen Original der Text unter dem Titel „Morgen und Abend“ erscheinen konnte, wird im Deutschen mit dem zusätzlichen Hinweis Roman eine Lesererwartung geweckt, die der Text infolge seiner Kürze, der häufigen expliziten Wiederholungen und der nur assoziativen Erinnerungen des Sterbenden kaum einlösen kann.

## Rezeption
Der Perlentaucher notierte die Reaktionen dreier ausführlicher Kommentare:
Als das „richtige Buch zur falschen“ Zeit bezeichnet Verena Auffermann in der Süddeutschen Zeitung vom 15. Dezember 2001 diesen kleinen Roman, der weit „entfernt von den Wellness-Sorgen um handgenähte Berluti-Schuhe“ und so kurz wie weise sei, aber zurzeit keine Chance habe, da er uns mit seiner Thematik nicht erreiche. Das Werk gehöre nicht in unsere Zeit und passe doch genau zu ihr.
Andreas Breitenstein äußert sich in der Neue Zürcher Zeitung am 5. Januar 2002 enttäuscht von dem Roman, der zwar das „traumhaft Schwebende“ unserer existentiellen Zustände erfasse, aber doch „hart an der Grenze zum Eigentlichkeitskitsch“ sei. Er empfinde die „auktoriale Erzählerposition“ dem Gegenstand gänzlich unangemessen und vermisse vor allem ein Bewusstsein für das Darstellungsproblem der vorbewussten Zustände von Tod und Geburt. Er beurteilt den Roman insgesamt als „allzu sentimentales Trostbüchlein“ und bemerkt abschließend, das „größte Geheimnis“ des Buches sei die nicht nachvollziehbare Kommasetzung – und das sei doch für ein Buch über die großen Fragen der menschlichen Existenz etwas dürftig.
Für die Frankfurter Rundschau vom 23. Juni 2002 las Hermann Wallmann „ein wunderbares kurzes Buch über Geburt und Tod“, in dem wenig erzählt, aber viel „verkörpert“ werde. Fosse erzähle keineswegs naiv, sondern beherrsche einen „Raum zwischen Stummheit und Sprache“ wie ein Musiker. Das „macht Fosse zwar nicht unbedingt zu einem im herkömmlichen Sinn zeitgenössischen Autor, aber zu einem, der sich der Zeitgenossenschaft stellt.“

## Adaption
Am 13. November 2015 führten das Royal Opera House, London, und die Deutsche Oper Berlin gemeinsam die Oper Morgen und Abend nach Jon Fosse in London unter der musikalischen Leitung von Georg Friedrich Haas und der Regie von Graham Vick auf.